# Classic Empire
Empire (ou Classic Empire) é um jogo eletrônico de guerra de turnos com regras simples, criado por Walter Bright em 1971 e lançado para computador em 1977 baseado em vários filmes e jogos de tabuleiro de guerra, notavelmente Battle of Britain e Risk. No jogo, cada jogador começa com uma cidade em um mundo inexplorado, e usa a cidade para construir exército, aviões e vários tipos de navios. As cidades demoram um determinado número de turnos para produzir cada uma das unidades. Conforme os jogadores expandem sua primeira cidade, eles usam suas unidades para encontrar e capturar novas cidades, e assim ser capaz de produzir uma maior variedade de unidades. Os jogadores exploram o mundo, capturam cidades conforme as encontram e as usam para construir mais unidades militares. A versões iniciais eram baseadas em texto, enquanto as posteriores passaram a usar gráficos.
Esse jogo inspirou o gênero de jogos eletrônicos de estratégia, mais notavelmente Civilization, Empire Master, Global Conquest, Nintendo Wars, Strategic Conquest e Xconq.